# 최장수인
최장수인(最長壽人)은 가장 오래 산 사람을 의미한다.

## 최장수인 목록

### 여성
| 순위 | 성명                                 | 성별 | 출생일자         | 사망일자         | 생존기간    | 국적                 |
| ---- | ------------------------------------ | ---- | ---------------- | ---------------- | ----------- | -------------------- |
| 1    | 잔 칼망                              | 여   | 1875년 2월 21일  | 1997년 8월 4일   | 122년 164일 | 프랑스               |
| 2    | 다나카 가네                          | 여   | 1903년 1월 2일   | 2022년 4월 19일  | 119년 107일 | 일본                 |
| 3    | 사라 나우스 (en)                     | 여   | 1880년 9월 24일  | 1999년 12월 30일 | 119년 097일 | 미국                 |
| 4    | 뤼실 랑동                            | 여   | 1904년 2월 11일  | 2023년 1월 17일  | 118년 340일 | 프랑스               |
| 5    | 다지마 나비                          | 여   | 1900년 8월 4일   | 2018년 4월 21일  | 117년 260일 | 일본                 |
| 6    | 메리-루이즈 메일러 (en)              | 여   | 1880년 8월 29일  | 1998년 4월 16일  | 117년 230일 | 캐나다               |
| 7    | 바이올렛 브라운                      | 여   | 1900년 3월 10일  | 2017년 9월 15일  | 117년 189일 | 자메이카             |
| 8    | 마리아 브라냐스 모레라               | 여   | 1907년 3월 4일   | 2024년 8월 19일  | 117년 168일 | 스페인, 미국         |
| 9    | 엠마 모라노                          | 여   | 1899년 11월 29일 | 2017년 4월 15일  | 117년 137일 | 이탈리아             |
| 10   | 미야코 치요                          | 여   | 1901년 5월 2일   | 2018년 7월 22일  | 117년 081일 | 일본                 |
| 11   | 델피아 웰포드                        | 여   | 1875년 9월 9일   | 1992년 11월 14일 | 117년 066일 | 미국                 |
| 12   | 오카와 미사오                        | 여   | 1898년 3월 5일   | 2015년 4월 1일   | 117년 027일 | 일본                 |
| 13   | 프란치스 셀사 도스 산토스            | 여   | 1904년 10월 21일 | 2021년 10월 5일  | 116년 349일 | 브라질               |
| 14   | 마리아 카포비야 (en)                 | 여   | 1889년 9월 14일  | 2006년 8월 27일  | 116년 347일 | 에콰도르             |
| 15   | 이나 카나바로 루카스                 | 여   | 1908년 6월 8일   | 2025년 4월 30일  | 116년 326일 | 브라질               |
| 16   | 수재나 무샤트 존스 (en)              | 여   | 1899년 7월 6일   | 2016년 5월 12일  | 116년 311일 | 미국                 |
| 17   | 거트루드 위버                        | 여   | 1898년 7월 4일   | 2015년 4월 6일   | 116년 276일 | 미국                 |
| 18   | 줄리아 마리아 프란체스카 시마오      | 여   | 1901년 1월 9일   | 2017년 10월 8일  | 116년 272일 | 브라질               |
| 19   | 다쓰미 후사                          | 여   | 1907년 4월 25일  | 2023년 12월 12일 | 116년 231일 | 일본                 |
| 20   | 안토니오 다 산타 크루즈              | 여   | 1905년 6월 13일  | 2022년 1월 23일  | 116년 224일 | 브라질               |
| 21   | 이토오카 토미코                      | 여   | 1908년 5월 23일  | 2024년 12월 29일 | 116년 220일 | 일본                 |
| 22   | 이카이 다네                          | 여   | 1879년 1월 18일  | 1995년 7월 12일  | 116년 175일 | 일본                 |
| 23   | 잔느 봇                              | 여   | 1905년 1월 14일  | 2021년 5월 22일  | 116년 128일 | 프랑스               |
| 24   | 엘리자베스 볼든                      | 여   | 1890년 8월 15일  | 2006년 12월 11일 | 116년 118일 | 미국                 |
| 25   | 베시 쿠퍼 (en)                       | 여   | 1896년 8월 26일  | 2012년 12월 4일  | 116년 100일 | 미국                 |
| 26   | 마리아 주세파 로보치 나르기소        | 여   | 1903년 3월 20일  | 2019년 6월 18일  | 116년 090일 | 이탈리아             |
| 27   | 테클라 주니에비치                    | 여   | 1906년 6월 10일  | 2022년 8월 19일  | 116년 070일 | 폴란드               |
| 28   | 아나 벨라루비오                      | 여   | 1901년 10월 29일 | 2017년 12월 15일 | 116년 047일 | 스페인               |
| 29   | 주세피나 프로제토프라우              | 여   | 1902년 5월 30일  | 2018년 7월 6일   | 116년 037일 | 이탈리아             |
| 30   | 이스터 위긴스                        | 여   | 1874년 6월 1일   | 1990년 7월 7일   | 116년 36일  | 미국                 |
| 31   | 제랄리안 탈리                        | 여   | 1899년 5월 23일  | 2015년 6월 17일  | 116년 025일 | 미국                 |
| 32   | 에디스 체카렐리                      | 여   | 1908년 2월 5일   | 2024년 2월 22일  | 116년 017일 | 미국                 |
| 33   | 에델 카터럼                          | 여   | 1909년 8월 21일  | 생존             | 115년 364일 | 영국                 |
| 34   | 엘라 밀러                            | 여   | 1884년 12월 6일  | 2000년 11월 21일 | 115년 351일 | 미국                 |
| 35   | 니카치 시게요                        | 여   | 1905년 2월 1일   | 2021년 1월 11일  | 115년 345일 | 일본                 |
| 36   | 매기 반스                            | 여   | 1882년 3월 6일   | 1998년 1월 19일  | 115년 319일 | 미국                 |
| 37   | 디나 만프레디니                      | 여   | 1897년 4월 4일   | 2012년 12월 17일 | 115년 257일 | 이탈리아, 미국       |
| 38   | 시모에 아키야마                      | 여   | 1903년 5월 19일  | 2019년 1월 29일  | 115년 255일 | 일본                 |
| 39   | 헤스터 포드                          | 여   | 1905년 8월 15일  | 2021년 4월 17일  | 115년 245일 | 미국                 |
| 40   | 하야시 오카기                        | 여   | 1909년 9월 2일   | 2025년 4월 26일  | 115년 236일 | 일본                 |
| 41   | 샬럿 휴즈                            | 여   | 1877년 8월 1일   | 1993년 3월 17일  | 116년 228일 | 영국                 |
| 42   | 에드나 파커                          | 여   | 1893년 4월 20일  | 2008년 11월 26일 | 115년 220일 | 미국                 |
| 43   | 메리 앤 로즈                         | 여   | 1882년 8월 12일  | 1998년 3월 3일   | 115년 203일 | 캐나다               |
| 44   | 익명의 여성                          | 여   | 1900년 3월 15일  | 2016년 9월 27일  | 115년 196일 | 일본                 |
| 45   | 마거릿 스키트                        | 여   | 1878년 10월 27일 | 1994년 5월 7일   | 115년 192일 | 미국                 |
| 46   | 막달레나 올리버 가바로               | 여   | 1903년 10월 31일 | 2019년 5월 1일   | 115년 182일 | 스페인               |
| 47   | 베르니스 마디건                      | 여   | 1899년 7월 24일  | 2015년 1월 3일   | 115년 163일 | 미국                 |
| 48   | 거트루드 베인스                      | 여   | 1894년 4월 6일   | 2009년 9월 11일  | 115년 158일 | 미국                 |
| 49   | 베티 윌슨                            | 여   | 1890년 9월 13일  | 2006년 2월 13일  | 115년 153일 | 미국                 |
| 50   | 신마초시타                           | 여   | 1904년 3월 30일  | 2019년 8월 27일  | 115년 150일 | 일본                 |
| 51   | 아이리스 웨스트먼                    | 여   | 1905년 8월 28일  | 2021년 1월 3일   | 115년 128일 | 미국                 |
| 52   | 줄리 위네프레드 버트랜드             | 여   | 1891년 9월 2일   | 2007년 1월 18일  | 115년 124일 | 캐나다               |
| 53   | 마리아 데 제주스                     | 여   | 1893년 9월 10일  | 2009년 1월 2일   | 115년 114일 | 포르투갈             |
| 54   | 마리-조세핀 고데핀                   | 여   | 1902년 3월 25일  | 2017년 7월 13일  | 115년 110일 | 이탈리아, 미국       |
| 55   | 수지 깁슨                            | 여   | 1890년 10월 31일 | 2006년 2월 16일  | 115년 108일 | 미국                 |
| 55   | 델마 서트클리프                      | 여   | 1902년 3월 25일  | 2017년 7월 13일  | 115년 108일 | 미국                 |
| 57   | 에드나 컨                            | 여   | 1900년 10월 14일 | 2016년 1월 20일  | 115년 98일  | 미국                 |
| 58   | 마리-로즈 테시에                     | 여   | 1910년 5월 21일  | 생존             | 115년 91일  | 프랑스               |
| 59   | 엘리자베스 프랜시스                  | 여   | 1909년 7월 25일  | 2024년 10월 22일 | 115년 89일  | 미국                 |
| 60   | 카실다 베네가스 갈레고               | 여   | 1907년 4월 8일   | 2022년 6월 28일  | 115년 81일  | 파라과이, 아르헨티나 |
| 61   | 오거스타 홀츠                        | 여   | 1871년 8월 3일   | 1986년 10월 21일 | 115년 79일  | 독일, 미국           |
| 62   | 기예르미나 아코스타 빌바오           | 여   | 1871년 8월 3일   | 1986년 10월 21일 | 115년 78일  | 파나마               |
| 63   | 발렌타인 리니                        | 여   | 1906년 10월 22일 | 2022년 1월 4일   | 115년 74일  | 프랑스               |
| 64   | 헨리키에 반 안델-쉬퍼                | 여   | 1890년 6월 29일  | 2005년 8월 30일  | 115년 62일  | 네덜란드             |
| 65   | 베시 헨드릭스                        | 여   | 1907년 11월 7일  | 2023년 1월 3일   | 115년 57일  | 미국                 |
| 66   | 키타가와 미나                        | 여   | 1905년 11월 3일  | 2020년 12월 19일 | 115년 46일  | 일본                 |
| 67   | 마리 브레몽                          | 여   | 1886년 4월 25일  | 2001년 6월 6일   | 115년 42일  | 프랑스               |
| 68   | 오츠나리 요시                        | 여   | 1906년 12월 17일 | 2022년 1월 26일  | 115년 40일  | 일본                 |
| 69   | 케이티 해튼                          | 여   | 1876년 12월 18일 | 1992년 1월 24일  | 115년 37일  | 미국                 |
| 70   | 모드 패리스-루즈                     | 여   | 1887년 2월 21일  | 2002년 3월 18일  | 115년 25일  | 미국                 |
| 71   | 오쿠보 고토                          | 여   | 1897년 12월 24일 | 2007년 1월 18일  | 115년 19일  | 일본                 |
| 72   | 안토니아 게레나 리베라               | 여   | 1900년 5월 19일  | 2015년 6월 2일   | 115년 14일  | 미국                 |
| 73   | 하세가와 치요노                      | 여   | 1896년 11월 20일 | 2011년 12월 2일  | 115년 12일  | 일본                 |
| 74   | 애니 제닝스                          | 여   | 1884년 11월 12일 | 1999년 11월 20일 | 115년 8일   | 영국                 |
| 75   | 효고의 익명                          | 여   | 1907년 4월 29일  | 2022년 4월 30일  | 115년 1일   | 일본                 |
| 76   | 에바 보리스                          | 여   | 1885년 11월 8일  | 2000년 11월 2일  | 114년 360일 | 영국                 |
| 77   | 디올린다 마리아 다 콘세이상          | 여   | 1906년 3월 10일  | 2021년 3월 4일   | 114년 359일 | 브라질               |
| 78   | 카마치넨                             | 여   | 1895년 5월 10일  | 2010년 5월 2일   | 114년 357일 | 일본                 |
| 79   | 메리 비드웰                          | 여   | 1881년 5월 9일   | 1996년 4월 25일  | 114년 352일 | 미국                 |
| 80   | 소피아 로하스                        | 여   | 1907년 8월 13일  | 2022년 7월 30일  | 114년 351일 | 콜롬비아             |
| 81   | 마리아 고메스 발렌팀                 | 여   | 1896년 7월 9일   | 2011년 6월 21일  | 114년 347일 | 브라질               |
| 82   | 헤이즐 플러머                        | 여   | 1908년 6월 19일  | 2023년 5월 25일  | 114년 340일 | 미국                 |
| 83   | 오필리아 버크스                      | 여   | 1903년 10월 25일 | 2018년 9월 27일  | 114년 337일 | 미국                 |
| 84   | 나오미 화이트헤드                    | 여   | 1910년 9월 26일  | 생존             | 114년 328일 | 미국                 |
| 85   | 엘리자 언더우드                      | 여   | 1866년 3월 15일  | 1981년 1월 27일  | 114년 318일 | 미국                 |
| 86   | 이자벨 로사 페레이라                 | 여   | 1910년 10월 13일 | 생존             | 114년 311일 | 브라질               |
| 87   | 후루야 카호루                        | 여   | 1908년 2월 18일  | 2022년 12월 25일 | 114년 310일 | 일본                 |
| 88   | 메리 조세핀 레이                     | 여   | 1895년 5월 17일  | 2010년 3월 7일   | 114년 294일 | 캐나다, 미국         |
| 89   | 골디 스타인버그                      | 여   | 1900년 10월 30일 | 2015년 8월 16일  | 114년 290일 | 미국                 |
| 90   | 이시구로 기요코                      | 여   | 1901년 3월 4일   | 2015년 12월 5일  | 114년 276일 | 일본                 |
| 91   | 마리아 두 쿠토 마이아-로페스         | 여   | 1890년 10월 24일 | 2005년 7월 25일  | 114년 274일 | 포르투갈             |
| 91   | 에우독시 바불                        | 여   | 1901년 10월 1일  | 2016년 7월 1일   | 114년 274일 | 프랑스령 기아나      |
| 93   | 루시아 로라 상제니토                 | 여   | 1910년 11월 22일 | 생존             | 114년 271일 | 이탈리아             |
| 94   | 라모나 트리니다드 이글레시아스 조던  | 여   | 1889년 9월 1일   | 2004년 5월 29일  | 114년 271일 | 푸에르토리코         |
| 94   | 히노 유키에                          | 여   | 1902년 4월 17일  | 2017년 1월 13일  | 114년 271일 | 일본                 |
| 94   | 올린디나 유벤시오 아타나시오 다 실바 | 여   | 1906년 5월 25일  | 2016년 7월 1일   | 114년 271일 | 브라질               |
| 97   | 샤를로테 크레치만                    | 여   | 1909년 12월 3일  | 2024년 8월 27일  | 114년 268일 | 독일                 |
| 98   | 델핀 깁슨                            | 여   | 1903년 8월 17일  | 2018년 5월 9일   | 114년 265일 | 미국                 |
| 99   | 유제니 블랑샤르                      | 여   | 1896년 2월 16일  | 2010년 11월 4일  | 114년 261일 | 생바르텔레미         |
| 99   | 미네 콘도                            | 여   | 1910년 9월 1일   | 2025년 5월 20일  | 114년 261일 | 일본                 |
| 101  | 메리 로이스터                        | 여   | 1875년 4월 15일  | 1989년 12월 28일 | 114년 257일 | 미국                 |
| 103  | 베네레 피치나토                      | 여   | 1909년 12월 3일  | 2011년 8월 2일   | 114년 252일 | 이탈리아             |
| 104  | 네바 모리스                          | 여   | 1895년 8월 3일   | 2010년 4월 6일   | 114년 246일 | 미국                 |
| 105  | 메리 아나 롱                         | 여   | 1905년 2월 18일  | 2019년 10월 16일 | 114년 240일 | 미국                 |
| 106  | 오히라 하이드                        | 여   | 1880년 9월 15일  | 1995년 5월 9일   | 114년 236일 | 일본                 |
| 107  | 블랜치 콥                            | 여   | 1900년 9월 8일   | 2015년 5월 1일   | 114년 235일 | 미국                 |
| 108  | 에델 랭                              | 여   | 1900년 5월 27일  | 2015년 1월 15일  | 114년 233일 | 영국                 |
| 109  | 앙드레 베르톨레도                    | 여   | 1911년 1월 1일   | 생존             | 114년 231일 | 프랑스               |
| 110  | 밀라 망골드                          | 여   | 1907년 11월 14일 | 2022년 7월 2일   | 114년 230일 | 미국                 |
| 111  | 마사 마츠모토                        | 여   | 1909년 11월 29일 | 2024년 7월 9일   | 114년 223일 | 일본                 |
| 112  | 미나가와 요네                        | 여   | 1893년 1월 4일   | 2007년 8월 13일  | 114년 221일 | 일본                 |
| 113  | 마리아 안토니아 카스트로             | 여   | 1881년 6월 10일  | 1996년 1월 16일  | 114년 220일 | 스페인               |
| 113  | 욜랑다 벨트랑 지아제베두             | 여   | 1911년 1월 13일  | 생존             | 114년 219일 | 브라질               |
| 115  | 캐리 레이젠비                        | 여   | 1882년 2월 9일   | 1996년 9월 14일  | 114년 218일 | 미국                 |
| 115  | 우라 코야마                          | 여   | 1893년 1월 4일   | 2005년 4월 5일   | 114년 218일 | 일본                 |
| 115  | 머를 도르지                          | 여   | 1885년 11월 20일 | 2000년 6월 25일  | 114년 218일 | 미국                 |
| 118  | 요시 바바                            | 여   | 1907년 6월 3일   | 2022년 1월 1일   | 114년 215일 | 일본                 |
| 119  | 이소 나카무라                        | 여   | 1903년 4월 23일  | 2017년 11월 23일 | 114년 214일 | 일본                 |
| 120  | 파우스티나 사르미엔토-푸포           | 여   | 1905년 2월 15일  | 2019년 9월 16일  | 114년 213일 | 쿠바                 |
| 121  | 세실 클라인                          | 여   | 1907년 6월 15일  | 2022년 1월 13일  | 114년 212일 | 캐나다               |
| 122  | 안나 엘리자 윌리엄스                 | 여   | 1873년 6월 2일   | 1987년 12월 27일 | 114년 208일 | 영국                 |
| 123  | 엘레오노라 카마르고 베이가           | 여   | 1901년 8월 14일  | 2016년 3월 7일   | 114년 206일 | 브라질               |
| 124  | 하루노 야마시타                      | 여   | 1905년 2월 19일  | 2019년 9월 4일   | 114년 197일 | 일본                 |
| 125  | 유니스 샌본                          | 여   | 1896년 7월 20일  | 2011년 1월 31일  | 114년 195일 | 미국                 |
| 126  | 그레이스 클로슨                      | 여   | 1887년 11월 15일 | 2002년 5월 28일  | 114년 194일 | 미국                 |
| 127  | 도요다 미츠에                        | 여   | 1902년 2월 15일  | 2016년 8월 25일  | 114세 192일 | 일본                 |
| 128  | 타세 마츠나가                        | 여   | 1884년 5월 11일  | 1998년 11월 18일 | 114년 191일 | 일본                 |
| 128  | 카메 가네코                          | 여   | 1905년 4월 10일  | 2019년 10월 18일 | 114년 191일 | 일본                 |
| 130  | 카메 나카무라                        | 여   | 1898년 3월 8일   | 2012년 9월 12일  | 114세 188일 | 일본                 |
| 131  | 마리아 아모림 굴라르테               | 여   | 1900년 5월 8일   | 2014년 11월 11일 | 114년 187일 | 브라질               |
| 131  | 미요코 히로야스                      | 여   | 1911년 1월 23일  | 2025년 7월 29일  | 114년 187일 | 일본                 |
| 133  | 리디 벨라드                          | 여   | 1875년 3월 18일  | 1989년 9월 17일  | 114년 183일 | 프랑스               |
| 133  | 빌헬미나 코트                        | 여   | 1880년 3월 7일   | 1994년 9월 6일   | 114년 183일 | 미국                 |
| 133  | 카메 나카무라                        | 여   | 1888년 5월 15일  | 2003년 11월 13일 | 114년 183일 | 일본                 |
| 136  | 미토요 카와테                        | 여   | 1889년 5월 8일   | 2003년 11월 13일 | 114년 182일 | 일본                 |
| 136  | 가브리엘 발렌타인 데 로버트          | 여   | 1904년 6월 4일   | 2018년 12월 3일  | 114년 182일 | 프랑스               |
| 138  | 루시 미리지안                        | 여   | 1906년 8월 15일  | 2021년 2월 12일  | 114세 181일 | 일본                 |
| 139  | 샤를로테 벤크너                      | 여   | 1889년 11월 16일 | 2004년 5월 14일  | 114년 180일 | 독일, 미국           |
| 139  | 카미유 루아조                        | 여   | 1892년 2월 13일  | 2006년 8월 12일  | 114년 180일 | 일본                 |
| 141  | 아로                                 | 여   | 1902년 9월 27일  | 2017년 3월 21일  | 114세 175일 | 도미니카 공화국      |
| 142  | 앤 프리무트                          | 여   | 1890년 10월 5일  | 2005년 3월 26일  | 114세 172일 | 프랑스               |
| 143  | 에티 메이 그린                       | 여   | 1877년 9월 19일  | 1992년 2월 26일  | 114년 160일 | 미국                 |
| 143  | 마리아 메르세데스 디아스 키하노      | 여   | 1898년 6월 27일  | 2012년 12월 4일  | 114년 160일 | 칠레                 |
| 145  | 게르트예 쿠인트제스                  | 여   | 1905년 7월 19일  | 2019년 12월 24일 | 114세 158일 | 네덜란드             |
| 146  | 우스이 마스                          | 여   | 1910년 12월 18일 | 2025년 5월 21일  | 114세 154일 | 일본                 |
| 147  | 도밍가 벨라스코                      | 여   | 1901년 5월 12일  | 2015년 10월 11일 | 114년 152일 | 멕시코, 미국         |
| 147  | 오카자와 이나                        | 여   | 1901년 3월 10일  | 2024년 8월 9일   | 114년 152일 | 일본                 |
| 149  | 요리미츠 토시에                      | 여   | 1901년 9월 30일  | 2016년 2월 28일  | 114세 151일 | 일본                 |
| 150  | 아이린 프랭크                        | 여   | 1881년 10월 1일  | 1996년 2월 28일  | 114년 150일 | 미국                 |
| 150  | 아나 노게이라 데 루카스              | 여   | 1896년 6월 21일  | 2010년 11월 18일 | 114년 150일 | 브라질               |
| 152  | 크리스티나 콕                        | 여   | 1887년 12월 25일 | 2002년 5월 22일  | 114세 148일 | 오스트레일리아       |
| 153  | 소피아 멘도사 발렌시아               | 여   | 1907년 3월 27일  | 2021년 8월 21일  | 114세 147일 | 멕시코               |
| 154  | 조지아 엘라 조던                     | 여   | 1880년 9월 18일  | 1995년 2월 9일   | 114세 144일 | 미국                 |
| 155  | 올리비아 패트리샤 토마스             | 여   | 1895년 6월 29일  | 2009년 11월 16일 | 114년 140일 | 미국                 |
| 155  | 알렐리아 머피                        | 여   | 1905년 7월 6일   | 2019년 11월 23일 | 114년 140일 | 미국                 |
| 157  | 마키시 우시                          | 여   | 1909년 2월 15일  | 2023년 7월 4일   | 114세 139일 | 일본                 |
| 158  | 아이린 던햄                          | 여   | 1907년 12월 16일 | 2022년 5월 1일   | 114세 136일 | 미국                 |
| 159  | 오노 키미코                          | 여   | 1908년 6월 20일  | 2022년 10월 31일 | 114세 133일 | 일본                 |
| 160  | 타에 이토                            | 여   | 1903년 7월 11일  | 2017년 11월 13일 | 114세 125일 | 일본                 |
| 161  | 하마 야스카마                        | 여   | 1907년 1월 19일  | 2021년 5월 23일  | 114세 124일 | 일본                 |
| 162  | 니나 윌리스                          | 여   | 1909년 1월 14일  | 2023년 5월 17일  | 114년 123일 | 미국                 |
| 162  | 펄 버그                              | 여   | 1909년 10월 1일  | 2014년 2월 1일   | 114년 123일 | 미국                 |
| 163  | 안나 헨더슨                          | 여   | 1900년 3월 5일   | 2014년 7월 1일   | 114세 118일 | 미국                 |
| 164  | 에마 베로나 존스턴                   | 여   | 1890년 8월 6일   | 2004년 12월 1일  | 114년 117일 | 미국                 |
| 164  | 마미 줄리아 리어든                   | 여   | 1908년 4월 14일  | 2013년 1월 2일   | 114년 117일 | 미국                 |
| 164  | 에르나 잔                            | 여   | 1898년 3월 8일   | 2022년 8월 9일   | 114년 117일 | 미국                 |
| 167  | 베티 채트먼                          | 여   | 1884년 4월 30일  | 1998년 8월 16일  | 114년 108일 | 미국                 |
| 167  | 레시 브라운                          | 여   | 1895년 9월 22일  | 2019년 1월 5일   | 114년 108일 | 일본                 |
| 169  | 오디 매튜스                          | 여   | 1878년 12월 28일 | 1993년 4월 14일  | 114세 107일 | 미국                 |
| 170  | 시리이시 치요                        | 여   | 1898년 8월 6일   | 2009년 11월 19일 | 114세 105일 | 일본                 |
| 171  | 마리타 카마초 키로스                 | 여   | 1910년 3월 10일  | 2025년 6월 20일  | 114세 102일 | 코스타리카           |
| 172  | 메리 해리스                          | 여   | 1911년 5월 13일  | 생존             | 114년 99일  | 미국                 |
| 173  | 시로이시 히사코                      | 여   | 1910년 5월 19일  | 2024년 8월 26일  | 114세 99일  | 일본                 |
| 174  | 미치코 야마자키                      | 여   | 1905년 7월 28일  | 2019년 10월 31일 | 114세 95일  | 일본                 |
| 174  | 마리아 파스콜리나 데 카스트로        | 여   | 1911년 5월 2일   | 2025년 8월 5일   | 114세 95일  | 브라질               |
| 176  | 아사 타키이                          | 여   | 1884년 4월 28일  | 1998년 7월 31일  | 114세 94일  | 일본                 |
| 177  | 플러렌스 냅                          | 여   | 1873년 10월 10일 | 1988년 1월 11일  | 114년 93일  | 미국                 |
| 177  | 엘레나 슬라우                        | 여   | 1889년 7월 4일   | 2003년 10월 3일  | 114년 93일  | 미국                 |
| 177  | 마츠바라 타네                        | 여   | 1909년 10월 15일 | 2024년 1월 16일  | 114년 93일  | 일본                 |
| 180  | 루시 제인 애스큐                     | 여   | 1883년 9월 8일   | 1997년 12월 9일  | 114년 92일  | 영국                 |
| 180  | 메리 안나 분                         | 여   | 1887년 2월 10일  | 2001년 5월 13일  | 114년 92일  | 미국                 |
| 182  | 마리아 델 카르멘 로페즈              | 여   | 1883년 4월 3일   | 1997년 7월 3일   | 114세 91일  | 스페인               |
| 183  | 미니 위커                            | 여   | 1906년 7월 24일  | 2020년 10월 22일 | 114세 90일  | 미국                 |
| 184  | 필리스 리지웨이                      | 여   | 1907년 3월 10일  | 2021년 6월 4일   | 114세 86일  | 영국, 캐나다s        |
| 185  | 와카 시라하마                        | 여   | 1878년 3월 23일  | 1992년 6월 16일  | 114년 85일  | 일본                 |
| 185  | 델마 콜라르                          | 여   | 1897년 10월 31일 | 2012년 1월 24일  | 114년 85일  | 미국                 |
| 185  | 카가와 시게코                        | 여   | 1911년 5월 28일  | 생존             | 114년 84일  | 일본                 |
| 187  | 마츠요 카게야마                      | 여   | 1901년 10월 10일 | 2016년 1월 1일   | 114년 83일  | 일본                 |
| 187  | 호노리네 론델로                      | 여   | 1903년 7월 28일  | 2017년 10월 19일 | 114년 83일  | 프랑스               |
| 187  | 실베리아 마틴 디아스                 | 여   | 1910년 6월 20일  | 2024년 9월 11일  | 114년 83일  | 스페인               |
| 190  | 오스기 소고                          | 여   | 1905년 8월 14일  | 2019년 11월 4일  | 114세 82일  | 일본                 |
| 192  | 일라 존스                            | 여   | 1903년 8월 21일  | 2017년 11월 10일 | 114세 81일  | 미국                 |
| 193  | 세라피나 에레라 데 수가스티          | 여   | 1901년 5월 21일  | 2015년 8월 4일   | 114세 75일  | 파나마               |
| 194  | 미야나가 스에키쿠                    | 여   | 1884년 4월 7일   | 1998년 6월 20일  | 114세 74일  | 일본                 |
| 195  | 야스에 오카이                        | 여   | 1908년 11월 25일 | 2023년 2월 6일   | 114세 73일  | 일본                 |
| 196  | 시게 히로오카                        | 여   | 1897년 1월 16일  | 2011년 3월 29일  | 114년 72일  | 일본                 |
| 196  | 클라우디아 바카리니                  | 여   | 1910년 10월 13일 | 2024년 12월 24일 | 114년 72일  | 이탈리아             |
| 198  | 매기 렌프로                          | 여   | 1895년 11월 14일 | 2010년 1월 22일  | 114세 69일  | 미국                 |
| 199  | 에반젤리스타 루이사 로페즈           | 여   | 1907년 6월 21일  | 2021년 8월 28일  | 114세 68일  | 아르헨티나           |
| 200  | 에마 틸먼                            | 여   | 1892년 11월 22일 | 2009년 1월 28일  | 114년 67일  | 미국                 |
| 200  | 안나 스토어                          | 여   | 1900년 10월 15일 | 2014년 12월 21일 | 114년 67일  | 미국                 |
| 202  | 베아트리스 페레이라 두아르테         | 여   | 1911년 6월 21일  | 생존             | 114년 60일  | 브라질               |
| 203  | 레이라 덴마크                        | 여   | 1898년 2월 1일   | 2021년 4월 1일   | 114세 60일  | 미국                 |

### 남성
| 순위 | 성명                         | 성별 | 출생일자         | 사망일자         | 생존기간    | 국적             |
| ---- | ---------------------------- | ---- | ---------------- | ---------------- | ----------- | ---------------- |
| 1    | 기무라 지로에몬              | 남   | 1897년 4월 19일  | 2013년 6월 12일  | 116년 54일  | 일본             |
| 2    | 크리스찬 모텐센              | 남   | 1882년 8월 16일  | 1998년 4월 25일  | 115년 252일 | 미국             |
| 3    | 에밀리아노 메르카도 델 토로  | 남   | 1891년 8월 21일  | 2007년 1월 24일  | 115년 156일 | 푸에르토리코     |
| 4    | 후안 비센테 페레즈 모라      | 남   | 1909년 5월 27일  | 2024년 4월 2일   | 114년 311일 | 베네수엘라       |
| 5    | 매튜 비어드                  | 남   | 1870년 7월 9일   | 1985년 2월 16일  | 114년 222일 | 미국             |
| 6    | 월터 브루닝                  | 남   | 1896년 9월 21일  | 2011년 4월 14일  | 114년 205일 | 미국             |
| 7    | 파우자 싱                    | 남   | 1911년 4월 1일   | 2025년 7월 14일  | 114년 103일 | 인도             |
| 8    | 이스라엘 크리스탈            | 남   | 1903년 9월 15일  | 2017년 8월 11일  | 113년 330일 | 이스라엘         |
| 9    | 주앙 마리뉴 네토             | 남   | 1912년 10월 5일  | 생존             | 112년 319일 | 브라질           |
| 10   | 스핑                         | 남   | 1911년 11월 1일  | 2024년 6월 29일  | 112년 241일 | 중국             |
| 11   | 조시노 레비노 페헤이라       | 남   | 1913년 4월 3일   | 생존             | 112년 139일 | 브라질           |
| 12   | 존 티니스우드                | 남   | 1912년 8월 26일  | 2024년 11월 25일 | 112년 91일  | 영국             |
| 13   | 일리에 치오칸                | 남   | 1913년 6월 10일  | 생존             | 112년 71일  | 루마니아         |
| 14   | 밥 웨이튼                    | 남   | 1908년 3월 29일  | 2020년 5월 28일  | 112년 60일  | 영국             |
| 15   | 스타니스와프 코왈스키        | 남   | 1910년 4월 14일  | 2022년 4월 5일   | 111년 356일 | 폴란드           |
| 16   | 켄 윅스                      | 남   | 1913년 10월 5일  | 생존             | 111년 319일 | 오스트레일리아   |
| 17   | 훌리오 살다리아가 에르난데스 | 남   | 1913년 11월 3일  | 생존             | 111년 290일 | 콜롬비아         |
| 18   | 저우런칭                     | 남   | 1913년 11월 7일  | 생존             | 111년 286일 | 중국             |
| 19   | 힐라리오 오로스코 레무스     | 남   | 1913년 11월 3일  | 2025년 8월 5일   | 111년 275일 | 멕시코           |
| 20   | 두미트루 코마네스쿠          | 남   | 1908년 11월 21일 | 2020년 6월 27일  | 111년 219일 | 루마니아         |
| 21   | 이자형                       | 남   | 1910년 8월 27일  | 2022년 2월 12일  | 111년 169일 | 대한민국, 캐나다 |
| 22   | 도널드 로즈                  | 남   | 1924년 12월 24일 | 2025년 7월 11일  | 110년 199일 | 영국             |
| 23   | 프랭크 버클스                | 남   | 1901년 2월 1일   | 2011년 2월 27일  | 110년 26일  | 미국             |

## 여담
여자 최장수인 같은 경우는 배우자를 일찍 잃고 장수한 경우가 많다. 하지만 예외인 경우도 있다.예는 엠마 모라노.